# Myllenyxis russula
Myllenyxis russula là một loài tò vò trong họ Ichneumonidae.